# Jungheinrich
Jungheinrich, «Юнгхайнрих» — немецкий производитель подъемно-погрузочной техники и складского оборудования. Входит в тройку мировых лидеров отрасли

## История
Компанию основал Фридрих Юнгхайнрих в 1953 году. В 1976 году был выпущен первый погрузчик с «транспортной системой без водителя», а в 1982 году представила первый в мире полноприводный трехколесный погрузчик без опор, представив альтернативу заднеприводным погрузчикам. В 1990 году акции компании были размещены на бирже. В 1994 году был поглощён британский производитель вилочных погрузчиков Lancer Boss, включая его филиал в Баварии Steinbock.
В 2005 году Jungheinrich выпустила первый в мире погрузчик с вращающейся кабиной. В 2006 году был открыт завод в Цинпу (городской округ Шанхая), а также предприятие в Дрездене по обновлению техники, бывшей в употреблении. В 2010 году концерн представил погрузчик, оборудованный ионно-литиевой батареей, систему управления складом «Jungheinrich WMS» и систему безопасной боковой замены батареи для электрических погрузчиков. В 2011 году концерн выпустил автоматический транспортировщик поддонов. В 2012 году в рамках международной выставки LogiMAT Jungheinrich представил погрузчик VFG 540s-550s с гидростатическим приводом. Также в 2012 году было выпущено приложение для складской навигации для iPhone и iPad.
В 2015 году был куплен производитель кранов-штабелеров MIAS Group, который базировался в Мюнхене. В 2021 году был приобретён производитель роботов Arculus. В 2023 году была куплена американская компания Storage Solutions Group.

## Деятельность
Jungheinrich производит ручные подъёмные тележки, электрические подъёмные тележки, штабелеры, электрические погрузчики с противовесом, штабелеры с выдвижной рамой (ричтраки), комплектовщики заказов, тягачи, узкопроходную технику, шаттловые системы хранения и стеллажные системы — от фронтальных и гравитационных стеллажей до стеллажей для подбора заказов. Вся техника работает от аккумуляторов, у Jungheinrich есть собственное производство батарей, в том числе литий-ионных. Кроме того, компания разрабатывает системные решения по оптимизации складского пространства.
Производственные мощности состоят из 12 заводов, из них 7 выпускают погрузчики: Нордерштедт, Люнебург, Мосбург (2 завода) и Ландсберг в Германии, Хомутов в Чехии, Цинпу (Китай). Краны-штабелеры выпускает дочерняя компания MIAS Group с заводами в Мюнхене (Германия), Дьёндьёше (Венгрия) и Куньшане (Китай). Ещё 2 завода, в Дрездене (Германия) и Плоешти (Румыния), осуществляют ремонт техники. Помимо этого, Jungheinrich сформировала два совместных предприятия по производству электромоторов, они находятся в Мораваны (Чехия) и Цинпу (Китай). Центры разработок имеются в Граце (Австрия), Гамбурге, Мадриде (Испания) и Загребе (Хорватия).
Выручка за 2024 год составила 5,4 млрд евро, из них на Европу, Ближний Восток и Африку пришлось 83 % (в том числе на Германию — 22 %), на Америку — 10 %, на Азиатско-Тихоокеанский регион — 7 %.

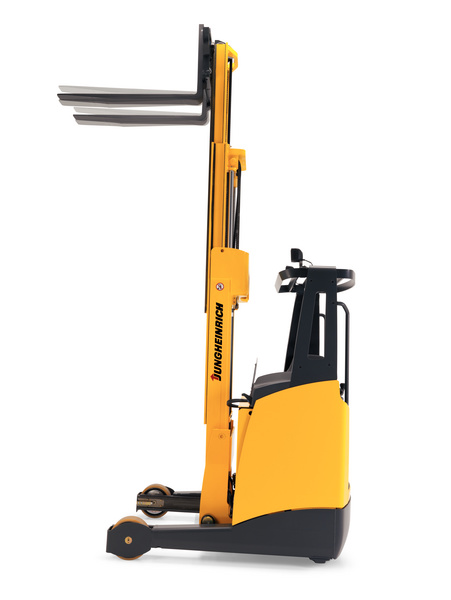
Электрический штабелер ETV214
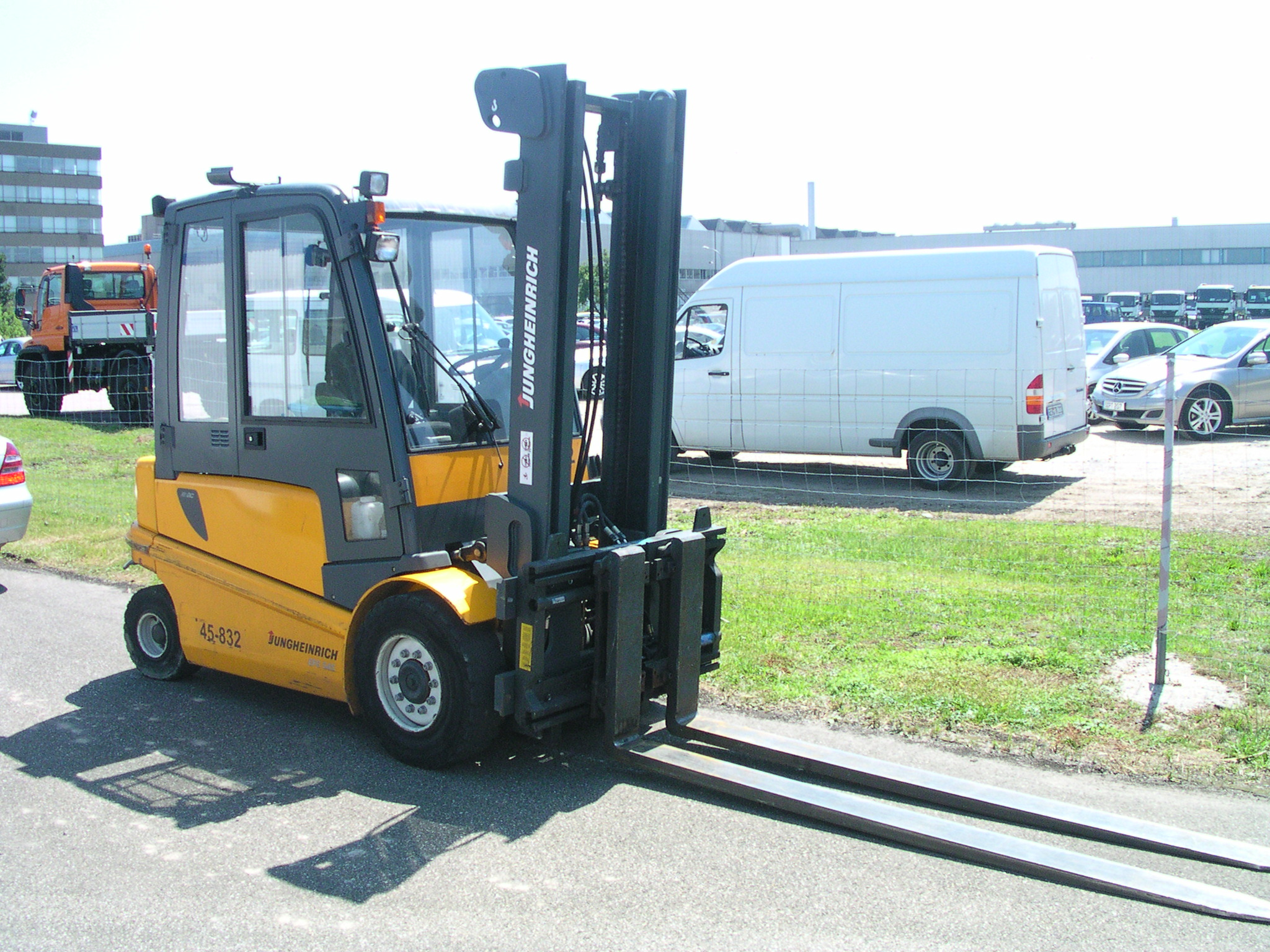
Погрузчик Jungheinrich